# Madame Saqui
Madame Saqui, pseudonimo di Marguerite-Antoinette Lalanne Saqui (Agde, 26 febbraio 1786 – Neuilly-sur-Seine, 21 gennaio 1866), è stata una nota funambola francese del XIX secolo.

## Biografia
Figlia di Navarin le Farneux, famoso funambolo, ovvero Jean-Baptiste Lalanne, e Hélène Masgomieri, «mercanti botanici e artisti», aveva cinque anni quando raggiunse a Parigi i suoi genitori che appartenevano alla compagnia dei Grands-Danseurs du Roi, nella quale fece il suo debutto come artista sotto il nome «la petite Basquaise», "la piccola basca". Nicolet, direttore della troupe, interruppe l'ingaggio di Jean-Baptiste Lalanne in seguito a una brutta caduta. La famiglia decise allora di lasciare Parigi e riprendere a vivere alla ventura. Alla fiera di Tours, grande appuntamento fieristico dell'epoca, Lalanne lavorò sui principi della danza su corda con la sua amica Françoise-Catherine Bénéfand, che sarebbe poi diventata la famosa Mademoiselle Malaga, e con Barraut alla guida di una troupe di acrobati. Con questo gruppo, sotto il nome di Mademoiselle Ninette, mosse i suoi primi passi in pubblico come ballerina su corda. Dopo aver fatto furore a Tours, i suoi genitori decisero di fondare una propria compagnia con la quale iniziarono a viaggiare attraverso la Francia. Dopo qualche anno, le difficoltà li costrinsero ad unirsi alla troupe di Houssaye e poi al circo Roussi. A Épinal la «divina basquaise» conobbe J. Saqui, capo di una troupe di circensi, che sposò a Tours nel 1805, all'età di diciannove anni. Nel 1806, la giovane coppia tornò a Parigi e Madame Saqui infiammò gli spettatori del giardino di Tivoli. La sua reputazione si diffuse rapidamente nella capitale e le sue performance divennero molto popolari sotto Napoleone, per il quale inscenò pantomime, e sotto i Borbone. Victor Fournel racconta che, durante una di queste manifestazioni pubbliche che il Primo Impero aveva in segreto, M Saqui «giocò da sola sul filo del mimodramma, dove rappresentò il passaggio del Monte San Bernardo, la battaglia di Wagram, l'assedio di Saragozza».
Per fronteggiare la proliferazione di compagnie rivali, M.me Saqui iniziò a viaggiare in provincia, dove riscosse un crescente successo. Si esibì a Rouen nel 1810 e 1811, a Nîmes nel 1812, a Rouen nel 1813, poi a Lille, Valenciennes, Gand e Bruxelles nel 1814, così come a Liegi all'inizio dell'anno successivo: divenne nota in quest'ultima città col titolo di «prima artista funambola di Sua Maestà il Re Luigi XVIII, direttrice delle feste e delle ascensioni del Governo».
Nel 1815, Pëtr Klavdievič Musin-Puškin, capitano dei cosacchi, occupò Parigi. Come tutti i russi di alto rango dell'epoca, parlava perfettamente il francese. In qualità di ragazzo bello e affascinante, non ebbe difficoltà a sedurre la giovane funanmbola. Da questa relazione sarebbe nata nel gennaio 1816 Ekaterina Petrovna (che in seguito sarebbe diventata la principessa Trubetzkoy). La vicenda fu messa a tacere dalla famiglia Musin-Puškin: Madame Saqui fu indennizzata con la promessa di non cercare di rivedere la figlia ed Ekaterina Petrovna, riportata in Russia, ricevette l'educazione corrispondente al proprio rango, tra i suoi numerosi cugini.

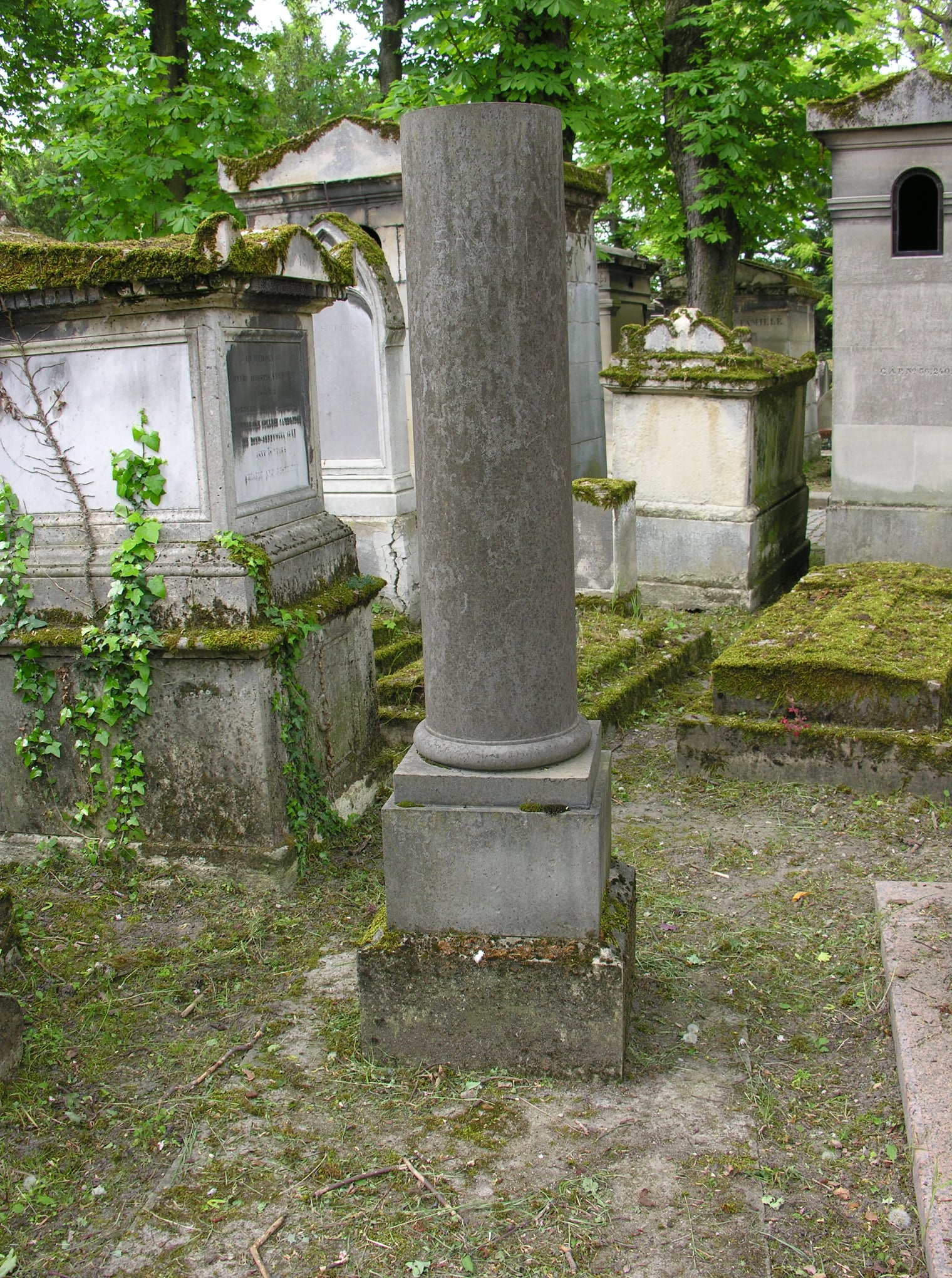
Tomba di Marguerite Saqui

Nel 1816 si ferì alle costole cadendo dalla corda durante uno spettacolo a Londra. Nello stesso anno, ottenne il privilegio di occupare una sala del Boulevard du Temple, conosciuto come il «boulevard del crimine»: il Théâtre de Madame Saqui godette di un successo ininterrotto fino al 1830. Le difficoltà finanziarie, dovute alla cattiva gestione da parte del fratello Baptiste e all'epidemia di colera del 1832, che rese disastrosa la messa a frutto dei teatri, la costrinsero a cedere i propri privilegi a un uomo di nome Roux, detto Dorsay. A quarantasette anni, Madame Saqui riprese una vita nomade e viaggiò verso nuove terre. Compì tournée all'estero. La si ritrova in particolare a Madras nel dicembre 1850. Continuò ad esercitare la professione di ballerina di corda fino al 1861, all'età di 76 anni. Morì all'età di ottant'anni ed è sepolta nella 40ª divisione del cimitero di Père-Lachaise.